# Pictor Média
 (décembre 2018).
Si vous disposez d'ouvrages ou d'articles de référence ou si vous connaissez des sites web de qualité traitant du thème abordé ici, merci de compléter l'article en donnant les références utiles à sa vérifiabilité et en les liant à la section « Notes et références ».
Pictor Média Animation est une société française de production d'animation.

## Historique
Pictor Média Animation a été fondée le 27 février 2006. 

## Productions et coproductions

### Spécial d’animation
- 2007 : Mark Logan

### Séries d'animation
- 2003 : Shtoing Circus
- 2004 : Vice versa
- 2005 : Quat' Zieux
- 2008 : Loulou de Montmartre
- 2009 : Stellina
- 2012 : Petz Club